# André Dumont (politiker)
André Dumont, född 24 maj 1764, död 19 oktober 1838, var en fransk revolutionspolitiker.
Dumont var advokat, och blev 1792 medlem av konventet, där han anslöt sig till berget. Han framträdde där som anhängare av skräckväldet och en hård förföljare av kontrarevolutionära element i landsorten. Dumont medverkade dock aktivt vid störtandet av Robespierre och blev för en kort tid medlem av välfärdsutskottet. Under direktoriet var Dumont 1795-97 medlem av de femhundrades råd, och var under Napoleon I:s tid ämbetsman. Han var 1816-30 landsförvisad som kungamördare.